# Plikiai
Plikiai is een plaats in de gemeente Klaipėda in het Litouwse district  Klaipėda. De plaats telt 607 inwoners (2001).